# ریووگلیتازون
ریووگلیتازون (انگلیسی: Rivoglitazone) (INN) یک داروی مشتق از تیازولیدیندیون است که برای استفاده در درمان دیابت نوع ۲ در فاز تحقیقات است.